# هاکوب نازاریان
هاکوب آشوتی نازاریان (ارمنی: Հակոբ Աշոտի Նազարյան؛ زادهٔ ۱۰ اوت ۱۹۷۹) سیاستمدار اهل ارمنستان است که از تاریخ ۲۰۱۷ تا تاریخ ۲۰۱۸ سمت نمایندگی دوره ششم مجلس ملی جمهوری ارمنستان را برعهده داشت.

## زندگی‌نامه
در ۱۰ اوت ۱۹۷۹ در واردنیک به دنیا آمد و از دانشگاه دولتی ایروان فارغ‌التحصیل شد. 